# 桑田乃梨子
桑田 乃梨子（くわた のりこ、3月4日 - ）は、日本の漫画家。新潟県長岡市出身。

## 人物など
1988年、『LaLa DX』春の号（白泉社）掲載の『ひみつの犬神くん』でデビュー。『花とゆめ』、『LaLa』などで活躍。代表作に『おそろしくて言えない』、『男の華園-A10大学男子新体操部』、『だめっこどうぶつ』（2005年キッズステーションでアニメ化）、『豪放ライラック』などがある。現在は白泉社を離れ、幻冬舎の漫画雑誌などで執筆をしている。
マンガチックな画風で、作品には学園コメディと動物ものが多いほか、頻繁にオカルトテーマが（明るく）からむ傾向がある。背景の書き文字による楽しい自己ツッコミと、脇役のキャラクターの強さ（相対的に主人公のキャラクターの弱さ）が特徴。また、オタク系キャラクター（制服マニアの先生とか）の登場が多い。
シャチが好きらしい。
好きなミュージシャンは佐野元春、布袋寅泰、稲葉浩志、山本正之。またPop Will Eat ItselfやProdigyやHardfloor、Human League、Depeche Mode、Duran Duran、Radiohead、Oasis、New Order、Logic System、電気グルーヴ、ケン・イシイなどを愛聴している。女性アーティストで好きなミュージシャンはBlondieやガービッジ、Siouxsie & The Bansheesなどを挙げている。熱狂的というほどではないが好きらしい。
最近気になる有名人は、嵐の相葉雅紀らしい。
阿部川キネコが以前アシスタントをしていた。また、遠藤淑子と親交がある（『日々是敗北』にて本記事の記載に関する言及あり）。
愛猫の「にょろり」は後書き漫画によく登場するほか、『BE・LOVE』にて連載されていた『ねこしつじ』の「しつじ」としても登場している。

## 略歴
- 1987年 - 『Cindy』（白泉社）に『君は精霊を見たか』が掲載される。
- 1989年 - 『LaLa DX』春の号に『ひみつの犬神くん』が掲載される。
- 1990年 - 『LaLa』で、『おそろしくて言えない』の連載を開始。
- 1992年 - 『LaLa』で、『卓球戦隊ぴんぽん5』の連載を開始。
- 1997年 - 『メロディ』（白泉社）で、『男の華園-A10大学男子新体操部』の連載を開始。
- 2001年 - 『まんがライフ』（竹書房）で、『だめっこどうぶつ』の連載を開始。

## 著書・作品

### コミックス
- ひみつの犬神くん （1989年、花とゆめコミックス（白泉社））
  - ひみつの犬神くん （1988年 - 1989年、読み切りシリーズ、LaLaなど（白泉社））
満月時は無敵の狼男ながら弱気で女々しい主人公の犬神鷹介、その犬神の気持ちに全く気づいていないヒロインの泉田はるか、犬神をバイオレンスな世界に引き込もうと企む少女漫画らしからぬ親友（?）の歪谷透の3人をメインとする学園コメディ。
  - 月に願いを （1989年、LaLa DX）
あぶないティーチャーシリーズとのコラボレーション作品。本編より1年前を舞台に、犬神と歪谷が友人になったきっかけを描く。
- 青春は薔薇色だ （1990年、花とゆめコミックス）
  - あぶないティーチャーシリーズ （1988年 - 1990年、読み切りシリーズ、LaLaなど）
学ランやセーラー服を眺める「制服ウォッチング」が趣味という怪しい高校教師・森島恵子と、彼女の教え子・広瀬幸仁とのどたばたラブコメ。
  - 君は精霊を見たか （1987年、Cindy（白泉社））
家庭の事情で一人暮しの高校生小林史彦は極度の偏食家。風邪を引いても、冷蔵庫の中に嫌いな食べ物しかないと言ってふて寝する有様。しびれを切らした食物たちの精霊は小林の前に現れ、なんとか自分たちを食べさせようと説得するものの……。
  - 至福星の下に （1988年、増刊LaLa）
主人公の上城走は外面のいい姉の上城歩にいじめられる毎日。ある日その姉が生物部の西崎先輩の事を好きなことを知り、ここぞとばかりに仕返しをするも、その挙句は。
- 人生は薔薇色だ （1991年、花とゆめコミックス）
  - あぶないティーチャーシリーズ
  - ウは鵜飼のウ （1990年、LaLa）
場末の探偵・春日日和と龍の2人はなんとかバイトで生活していた。そんな中久しぶりに浮気調査の依頼が入り、張り切って仕事にかかる2人。ところが調査を進めていったところ……?ほのぼの探偵コメディ。
- おそろしくて言えない （1992年、花とゆめコミックス、全4巻）
  - 再会の方程式 （1988年、LaLa、1巻に収録）
彼女の橘麻里を交通事故で亡くした桐島拓哉は、霊能力を持っていると評判の御堂維太郎に相談する。霊感ゼロながら彼女に逢いたい一心で必死の努力をする桐島だが、その結果はいかに。
  - 陰鬱な因縁 （1990年、LaLa DX、1巻に収録）
彼岸花高校の屋上には自殺した女生徒の霊が出るという。超高校級の霊能力者・御堂維太郎は、オカルト否定論者の新名皐月にその存在を認めさせるべくしつこく霊的いやがらせを行う。しかし霊感が全くない新名は霊障を受けつつも信じない。そして屋上の幽霊の正体は?
  - おそろしくて言えない （1990年 - 1992年連載、LaLa）
『再会の方程式』『陰鬱な因縁』からのシリーズの連載化。新名に霊的いやがらせを行い続ける御堂と、霊障に悩まされつつも霊を信じない新名の2人を主人公とするオカルト学園コメディ。
  - おそろしくて言えない 世紀末だから探偵編 （1991年、LaLa DX、1巻に収録）
『おそろしくて言えない』のキャストを19世紀ロンドンに移した外伝。心霊探偵ミドーが同居人のニーナを引き連れてセンタアイランド家の殺人事件をばっさり解決、できるのか?
  - 快適労働の条件 （1991年、れんあいずむ（白泉社）、2巻に収録）
  - おそろしくて言えない 世紀末だから探偵編2 （1991年、LaLa DX、3巻に収録）
  - 蒼紫の森 （1991年、LaLaダッシュ、4巻に収録）
- 卓球戦隊ぴんぽん5 （1992年 - 1993年、花とゆめコミックス、全2巻）
  - 卓球戦隊ぴんぽん5 （1992年 - 1993年連載、LaLa）
  - 反目の二連星 （1992年、LaLa DX、1巻に収録）
  - 制服の君が好きだよ （1992年、LaLa DX、2巻に収録）
  - ほぐれゆく私 （1993年、LaLa DX、2巻に収録）
- 月刊1年2組 （1993年 - 1994年、花とゆめコミックス、全2巻）
  - 月刊1年2組 （1993年連載、LaLa）
  - いつか夢で逢おうね （1993年、LaLa DX、1巻に収録）
  - 漂泊の貴公子 （1993年、LaLa DX、1巻に収録）
  - 調律の方程式 おそろしくて言えないスペシャル （1993年、増刊LaLa、2巻に収録）
  - 苛虐の方程式 おそろしくて言えない・特別編 （1993年、LaLa DX、2巻に収録）
  - 眠る前に見てた夢 （1994年、LaLa DX、2巻に収録）
  - 増刊1年2組 （1994年、LaLa DX、2巻に収録）
- 君の瞳に三日月 （1995年 - 1996年、花とゆめコミックス、全2巻）
  - 君の瞳に三日月 （1994年 - 1995年連載、LaLa）
  - ケーキやケンちゃん （1994年、LaLa、1巻に収録）
  - すしやのケンちゃん （1994年、LaLa、1巻に収録）
  - スターライトプリンセスあかり！ （1995年 - 1996年、LaLa DX、2巻に収録）
  - 泣かないで-Don't cry baby- （1996年、LaLa DX、2巻に収録）
  - ガラパゴスへいきました。 （1996年、LaLa、2巻に収録）
- ほとんど以上絶対未満 （1996年連載、花とゆめコミックス）
  - ほとんど以上絶対未満 （1996年連載、LaLa DX）
高校生・瑠璃門皓市のクラスに転校してきた少女・藪坂くま。なんと彼女は中学のとき理科室で薬品をかぶり、そのまま転校してしまい音信不通の友人・藪坂秀だった。藪坂は普通に瑠璃門に接するものの、瑠璃門は少女の姿をした藪坂にドギマギ。そんな瑠璃門の明日はどっちだ？
  - 漏電日記 （1996年、ルナティックLaLa）
  - 超卓球戦隊ぴんぽん5R （1995年、LaLa DX）
『卓球戦隊ぴんぽん5』の番外編。
  - 合宿戦隊ぴんぽん5 （単行本描き下ろし）
『卓球戦隊ぴんぽん5』の番外編。
- 男の華園-A10大学男子新体操部- （1998年 - 2000年、花とゆめコミックス、全4巻）
  - 男の華園-A10大学男子新体操部- （1997年 - 2000年連載、メロディ（白泉社））
- 一陽来福 （1999年、花とゆめコミックス）
  - 一陽来福 （1998年連載、別冊花とゆめ（白泉社））
- 1+1=0 （いちたすいちはれい） （2000年、花とゆめコミックス）
  - 1+1=0 （1999年連載、別冊花とゆめ）
- 真夜中猫王子 （2000年 - 2001年、花とゆめコミックス、全2巻）
  - 真夜中猫王子 （2000年 - 2001年連載、別冊花とゆめ）
  - 俎上の恋 （1996年、LaLa DX、1巻に収録）
  - 鬼籍の人 （1997年、LaLa DX、1巻に収録）
  - 海が呼んでるかも （1997年、LaLa DX、2巻に収録）
- 蛇神さまといっしょ （2001年 - 2002年、花とゆめコミックス、全2巻）
  - 蛇神さまといっしょ （2001年 - 2002年連載、別冊花とゆめ）
  - そういうことだから （1997年、別冊花とゆめ、2巻に収録）
- だめっこどうぶつ （2003年 - 2020年、バンブーコミックス（竹書房）、全11巻）
  - だめっこどうぶつ （2001年 - 2020年連載、まんがライフ他（竹書房））
- 888 スリーエイト （2003年 - 2011年、バーズコミックス（幻冬舎）、全6巻）
  - 888スリーエイト （2001年 - 2011年連載、Bstreet→ミステリービィストリート→スピカ→コミックバーズ（幻冬舎））
- 桑田乃梨子作品集ラッキー!! （2004年、ジェッツコミックス（白泉社））
  - 34-さんじゅうし- （2001年、メロディ）
  - プリンス・ガーデン （2002年、別冊花とゆめ）
『真夜中猫王子』の番外編。
  - オッケー!! （2002年、別冊花とゆめ）
- 豪放ライラック （2004年 - 2007年、ガムコミックス（ワニブックス）、全6巻）
  - 豪放ライラック （2003年 - 2007年連載、コミックガム（ワニブックス））
- 楽園番外地 （2008年 - 2011年、ウンポココミックス→ウィングス・コミックス（新書館）、全2巻）
  - 楽園番外地 （2005年 - 2010年連載、ウンポコ→ウェブウィングス（新書館））
- ふたごの妖精りるるとるりり （2009年 - 2010年、ワイドKC Kiss（講談社）、全2巻）
  - ふたごの妖精りるるとるりり （2007年 - 2010年連載、One more Kiss→Kiss PLUS（講談社））
- 妖精派遣カンパニー （2012年、ワイドKC Kiss）
  - 妖精派遣カンパニー （2010年 - 2012年連載、Kiss→Kiss PLUS）
- 放課後よりみち委員会 （2012年 - 2013年、バーズコミックスデラックス、全4巻）
  - 放課後よりみち委員会 （2011年 - 2013年連載、コミックバーズ）
- 桑田乃梨子短編集やみなべ （2012年、バーズコミックスデラックス）
  - プリンス・オブ・フールズ （2008年 - 2009年、別冊コーラスSpring→コーラス（集英社））
  - サロン・ド・エンド （2009年、別冊YOU（集英社））
  - RPG （2009年、りぼんファンタジー増刊（集英社））
  - 888スペシャル （2011年、コミックバーズ）
『888スリーエイト』の番外編。
  - ドキドキ苦悶坂学問所　（2010年、まんがタイム（芳文社））
  - 麻雀ワイドSHOW!!　（2008年、近代麻雀（竹書房））
  - 夜ふかしシネマ倶楽部　（2004年、YOU）
- 箱庭コスモス　（2014年、ひらり、コミックス（新書館））
  - 箱庭コスモス　（2010年 - 2013年連載、ピュア百合アンソロジー ひらり、（新書館））
- 祝福の歌姫　（2014年、バーズコミックススピカコレクション（幻冬舎））
  - 祝福の歌姫　（2013年 - 2014年連載、comicスピカ（幻冬舎））
- スキップ倶楽部　（2013年 - 2017年、ウィングス・コミックス（新書館）、全2巻）
  - スキップ倶楽部　（2013年 - 2017年連載、ウェブマガジンウィングス（新書館））
- 明日も未解決　（2017年、楽園コミックス（白泉社））
  - 明日も未解決　（2012年 - 2016年連載、「楽園」Web増刊（白泉社））
- くわた屋食堂　（2019年、幻冬舎コミックス（幻冬舎））
  - くわた屋食堂　（2017年 - 2019年連載、たそがれ食堂（幻冬舎））
- そこに山があったとしても　（2020年、楽園コミックス（白泉社））
  - そこに山があったとしても　（2017年 - 2020年連載、「楽園」Web増刊（白泉社））
- ざんねん！ねこ旅館　（2020年 -、ダイトコミックスPC（大都社）、既刊5巻）
  - ざんねん！ねこ旅館　（2019年 -  連載中、ねことも（大都社））

### エッセイコミックス
- 飼うか飼われるか　（1999年、ジェッツコミックス（白泉社））
  - 飼うか飼われるか　（1996年 - 1999年連載、PUTAO（白泉社））
読者から募集した動物に関するエピソードや、作者自身が世界中（自宅含む）で見た動物たちのレポートをつづったコミックエッセイ。
- 飼うか飼われるかR　（2011年、（ジャイブ））
『飼うか飼われるか』の加筆・再構成版。
- 日々是敗北　（2009年、ガムコミックス（ワニブックス））
  - 日々是敗北　（2007年 - 2009年連載、コミックガム（ワニブックス））
- ねこしつじ　（2010年 - 2013年、ワイドKC BE・LOVE（講談社）、全4巻）
  - ねこしつじ　（2007年 - 2013年連載、ねこぞう→BE・LOVE（講談社））

### アンソロジー
- 輪るピングドラム ファビュラス・アンソロジー　（2012年、バーズエクストラ（幻冬舎））
- ヘタリア Axis Powers アンソロジー(1)　（2017年、バーズコミックスデラックス（幻冬舎））

### 白泉社文庫
- 卓球戦隊ぴんぽん5　（2002年）
  - 卓球戦隊ぴんぽん5 / 超卓球戦隊ぴんぽん5R / 合宿戦隊ぴんぽん5 / 戦隊だもの（描き下ろし）
- 犬神くんと森島さん　（2002年）
  - 犬神くんシリーズ / あぶないティーチャーシリーズ / 人狼だもの＆先生だもの（描き下ろし）
- おそろしくて言えない　（2003年、全2巻）
  - 陰鬱な因縁 /　おそろしくて言えない / 再会の方程式 / 世紀末だから探偵編 /　なかよしだもの（描き下ろし・1巻に収録）
  - おそろしくて言えない / 世紀末だから探偵編2 / 調律の方程式　/ 加虐の方程式 / もっとなかよしだもの（描き下ろし・2巻に収録）
- 蒼紫の森　（2004年）
  - 快的労働の条件 / 反目の二連星 / 制服の君が好きだよ / ほぐれゆく私 / いつか夢で逢おうね /　漂泊の貴公子 / ケーキやケンちゃん / すしやのケンちゃん / 泣かないで-Don't cry baby- / ガラパゴスへいきました。 / 蒼紫の森 / 飼うか飼われるかSpecial / 制服だもの（描き下ろし）
- 月刊1年2組　（2005年）
  - 月刊1年2組 / 増刊1年2組 / スターライトプリンセスあかり! / いちねんだもの（描き下ろし）
- 君の瞳に三日月　（2005年）
  - 君の瞳に三日月 / ほとんど以上絶対未満 / ウは鵜飼のウ / 黒猫だもの（描き下ろし）
- 一陽来福／1+1=0　（2006年）
  - 一陽来福 / 1+1=0 / 1+1は福だもの（描き下ろし）
- 男の華園-A10大学男子新体操部-　（2006年、全2巻）
  - 男の華園-A10大学男子新体操部- / 後輩だもの（描き下ろし・1巻に収録） / 団体だもの（描き下ろし・2巻に収録）
- 真夜中猫王子　（2009年）
  - 真夜中猫王子 / プリンス・ガーデン / 俎上の恋 / 鬼籍の人 / 海が呼んでるかも / ファンタジーだもの（描き下ろし）

### イラスト
- B級グルメ大当りガイド（2005年、筑摩書房（ちくま文庫） 田沢竜次 著）
- B級グルメこの町が美味い!（2007年、筑摩書房（ちくま文庫） 田沢竜次 著）